# Koninklijke Nooit Verwacht Lozenhoek Keerbergen
KNV Lozenhoek Keerbergen is een Belgische voetbalclub uit Keerbergen, opgericht in 1929. De club is sinds 1943 aangesloten bij de Koninklijke Belgische Voetbalbond met stamnummer 3823 en heeft geel-zwart als kleuren. 